# Cantón el Caucho
Cantón el Caucho är en ort i Mexiko.   Den ligger i kommunen Tapachula och delstaten Chiapas, i den sydöstra delen av landet, 900 km sydost om huvudstaden Mexico City. Cantón el Caucho ligger 170 meter över havet och antalet invånare är 306.
Terrängen runt Cantón el Caucho är kuperad. Runt Cantón el Caucho är det tätbefolkat, med 286 invånare per kvadratkilometer. Närmaste större samhälle är Tapachula, 18,1 km sydost om Cantón el Caucho. I omgivningarna runt Cantón el Caucho växer huvudsakligen savannskog.